# 丹那盆地

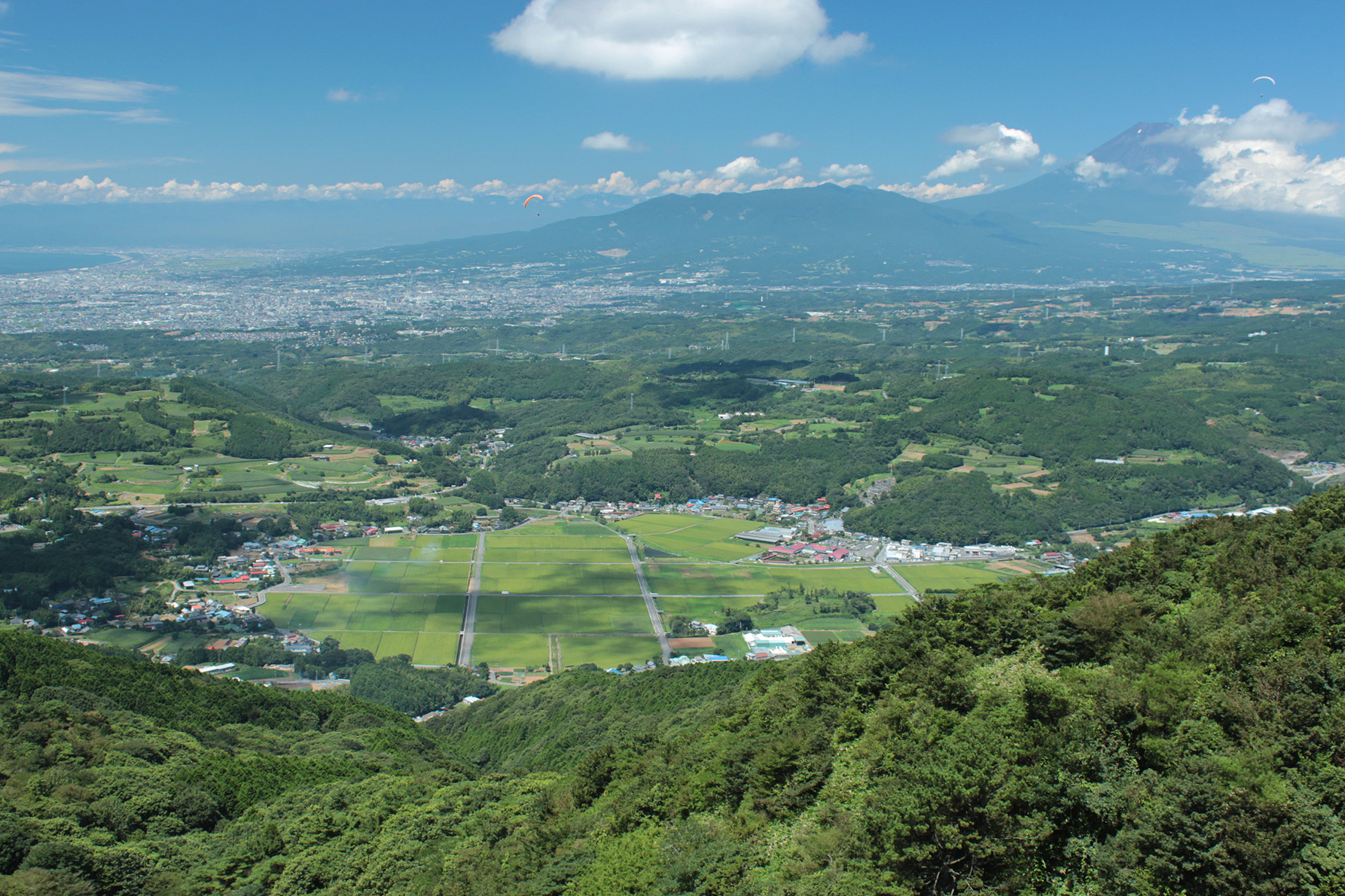
丹那盆地の全景

丹那盆地（たんなぼんち）は、静岡県田方郡函南町の東部に位置する盆地。函南町丹那・畑の2地区にまたがる。全国的には世紀の難工事となった丹那トンネルや北伊豆地震の記憶を留める丹那断層の存在が知られるほか、静岡県東部の学校給食に供される丹那牛乳などでその名が親しまれている。

## 地理

### 地勢・地質
箱根山麓から伊豆半島にかけて伸びる北伊豆断層帯の西縁に位置する外周4km程度の小さな盆地である。標高は約230m。盆地の南北に細長い谷が走り、北側には田代盆地や軽井沢盆地などのさらに小さな盆地群が連なる。これらは全て、北伊豆断層帯の活動によって生み出された構造盆地である。盆地の中央部には田代盆地から連なる丹那断層が貫いている。
付近一帯は熱海火山由来の火山岩の地質であり、地下には砂礫層が存在する。これが断層破砕帯の存在と相まって豊富な地下水をたたえており、丹那トンネルの掘削時には大量の水が溢れ出すこととなった。建設当時、この地質について詳しい調査が進まなかったことも、16年に及ぶ難工事の一因となった。なお、丹那トンネルからの大量の漏水は現在でも熱海・函南の上水道の一部となっている。
1930年には北伊豆断層帯にずれが生じたことが原因で、当地をマグニチュード7.6の大地震が襲った（北伊豆地震）。この地震の後、地域一帯に大きな地盤のずれが発見され、特に丹那盆地付近では変位2.5～3.5mもの大きな横ずれを観測し、盆地南東部ではその一部が露出した。この断層は当時建設中であった丹那トンネルの建設にも影響を及ぼすとともに、地震学の面からも大きな注目を浴びた。
1935年には天然記念物の指定を受け、現在も断層公園として当時の状態のまま保存されている。また2012年9月25日には函南町を含めた伊豆半島全体が伊豆半島ジオパークの認定を受け、その中で丹那断層周辺がジオサイトに登録されている。

### 景観・交通
盆地の外縁を取り囲む形で環状に集落が築かれており、平地部はほぼ全域にわたって農地が広がっている。これはかつて水を得やすい地域に田を開いた名残である。盆地の中心部には、当地の酪農業の開拓に努めた地主・川口家の邸宅跡がある。かつては敷地内に木が生い茂り森の様相を呈していたが、現在はほとんどが伐採されている。
盆地の外周道路は、伊豆の国市から函南中心市街地をつなぐ静岡県道135号田原野函南停車場線の一部を形成する。南側の山腹には熱函街道の名で知られる静岡県道11号熱海函南線が盆地を迂回するように走り、熱海市から三島市や函南町中心市街地へ抜ける動脈をなしている。かつては十国峠を越える旧道が田代盆地の北西へ伸びていたが、鷹ノ巣山トンネルの開通によって熱海～函南間のアクセスが格段に向上した。この名残で旧道と新道の両方が県道に指定されているが、現在では旧道を通る車はほとんど存在しない。
盆地北部の地下をJR東海道本線および東海道新幹線の線路（丹那トンネル・新丹那トンネル）が横切っているが、盆地内に鉄道駅は存在しない。このほか、丹那地区と他地区を結ぶ公共交通機関は存在せず、また山間部のため徒歩でのアクセスも困難なことから、一般客が出向くには自転車・自家用車やタクシーなどを用いるしかない。
盆地外周の北東部には函南町立丹那小学校があるが地区内に中学校はなく、函南町中心部にある函南町立函南中学校の校区に含まれる。通学困難解消のため、当地区まではスクールバスが運行している。
富士山を望む高原地帯に位置し、伊豆や箱根などの保養観光地にも隣接することから、盆地南側の斜面には、南箱根ダイヤランドなどの別荘地が広がっている。南箱根ダイヤランドは1971年に分譲を開始した大型別荘地であるが、近年では定住化・高齢化も進んでいる。

## 産業
主産業は農業で、水稲・畑作と酪農業が中心となる。特に丹那牛乳は当地の特産品として知られており、盆地の北部には、地区の看板ともいえる丹那牛乳のロゴを冠した工場が立地している。
古くは交通不便の小盆地のため農民の生活は貧しかったが、明治12年（1881年）、地主の川口秋平ら有志によって牧場が開かれ、アメリカからホルスタイン種を輸入、牛馬の飼育が励行された。1890年には仁田大八郎らとともに伊豆産馬会社を設立、搾乳業を開始した。馬の出荷はその後廃止されるが、森永製菓の三島工場の操業などもあって牛乳の販売は軌道に乗り、大正時代にかけて丹那盆地は酪農地帯として発展する。

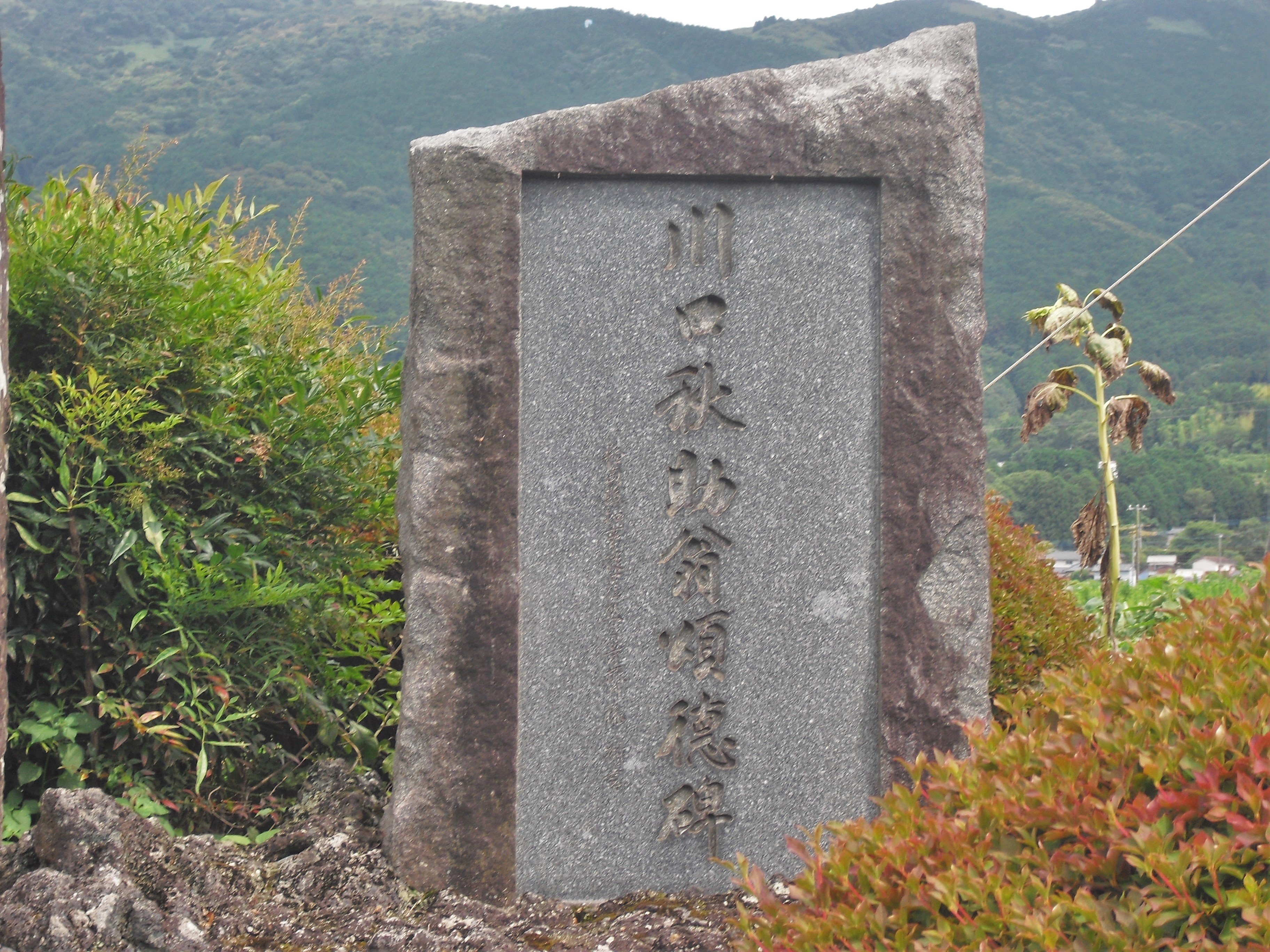
川口秋平の子、川口秋助を称える碑。渇水問題に取り組み、酪農業の発展に努めた。丹那トンネルの建設にも貢献している。

丹那盆地はかつて山水沼沢に恵まれ、水稲のほかワサビなどを生産していた地域でもあった。ところが1918年に始まった丹那トンネルの建設に伴って大量の地下水が流出し始める。1920年代には渇水の深刻化にあえぐ村民の抗議により、政府の見舞金と鉄道省からの補償金が下りることとなった。豊富な水資源を失った丹那ではこれを元手に、酪農業への転換・強化を図っていくこととなる。
戦後間もない1947年、現在の函南東部農協の前身となる函南村東部畜産農協が成立。1955年に牛乳工場が操業し、1958年には学校給食への導入によって販路を拡大した。その後も乳製品加工事業の展開など発展を続け、今日に至るまで地域の一大産業となっている。
観光施設として、丹那牛乳の工場に隣接して酪農王国オラッチェが1997年にオープンし、特産品の販売や酪農体験事業などを行っている。また、2012年のジオパークの成立に伴い、断層公園を中心とした観光向けの整備も行われている。

## 文化
猫踊りが当地の伝統行事として知られている。丹那盆地の北に位置する軽井沢の民間伝承をもとに地域おこしとして1988年から始まったもので、2017年には30回目の開催を迎えている。かつては丹那地区のみで行われていたが、現在では函南町全域の祭りとなり、毎年商店街や中学校、狩野川河岸などで「かんなみ猫おどり」の名で催されている。
2005年にNHK-BS2で放送されたアニメ「絶対少年」では、丹那盆地をモデルにした「田菜」という集落が舞台となった。これは脚本の伊藤和典が熱海に在住しており、田舎を舞台にした物語を考えていた際に丹那盆地を訪れたことがきっかけだったという。このアニメでも猫踊りの祭りとその伝承が題材となっている。
他に丹那盆地に関係するメディアとしては、貞子で有名なホラー小説・映画『リング』がある。事件の発端となった呪いのビデオの最初の被害者は、貞子の死体の捨てられた井戸の上に建てられた「南箱根パシフィックランド」（映画では「伊豆パシフィックランド」）の貸し別荘に止まっていた4人組であり、これは南箱根ダイヤランドの建物がモデルになっている。